# 黃昏市場幫
黃昏市場幫是嘉義少數知名於縱貫線的幫派，主要活動範圍為嘉義市西區青年街與「興嘉公園」對面的黃昏市場，並因此得名。因為是由洪鴻彬被尊為精神領袖，又被稱為「市仔幫」，「洪家班」，「洪家企業」，再下分各種角頭勢力範圍遍佈全嘉義縣、市，雲林縣、市，甚至到台中市、台南市皆有相關勢力，另外與全省道上皆有聯繫與友好關係。可由洪鴻彬的告別式，雖沒發訃聞與舉行公祭，就有來自全省道上近萬人的弔唁，9億送行車隊，可見其影響之深遠。

## 相關組織
- 嘉義和聯境金虎爺會
- 嘉義協靈壇
- 新港奉天宮金虎爺總會
- 台南九一茶行
- 嘉義衡雲會

## 知名人物
- 洪鴻然-嘉義新港鄉鄉民代表會主席、新港奉天宮常務監事、新港奉天宮金虎爺總會總會長
- 李定茂-綽號麻仔龍
- 吳宗霖-嘉義縣大埔鄉代會主席
- 黃詠隆-綽號(黑人)嘉義水上鄉代表
- 洪斐昭(洪鴻彬長子)-嘉義和聯境金虎爺會榮譽會長
- 張正諺- 嘉義和聯境金虎爺會會長
- 郭子鋐-嘉義和聯境金虎爺會副會長
- 陳景琳-綽號小黑人、中生代角頭
- 周宏昇-嘉義衡雲會會長(金虎爺會分支

https://news.ltn.com.tw/news/society/breakingnews/3815395 （页面存档备份，存于）